# Alexandru Bărcăcilă
Alexandru Bărcăcilă (n. 31 martie 1876, Bughea de Sus, Județul Muscel, în prezent în județul Argeș – d. 6 februarie 1970, București) a fost un arheolog și profesor de limbi clasice (greacă, latină și română), fondator al Muzeului Regiunii „Porțile de Fier” și profesor al Liceului Traian din orașul Drobeta Turnu Severin.

## Biografie
Alexandru Bărcăcilă face școala primară la Câmpulung-Muscel, după care studiază ca bursier la Seminarul „Nifon Mitropolitul” din București. Intenția de a urma Școala de Poduri și Șosele este abandonată, la sfatul profesorului său Constantin Dumitrescu-Iași, în favoarea studierii filologiei clasice la Universitatea din București. Împreună cu profesorul său Grigore Tocilescu face excursii prin țară și prin Grecia. Din anul 1907 devine profesor secundar la Drobeta Turnu Severin, iar din 1912 devine profesor al Liceului Traian, unde predă română și latină, aflându-se la conducerea acestuia între 1922-1938. În această perioadă demarează construcția Internatului liceului (în prezent clădirea adăpostește Muzeul Porților de Fier, înființat în 12 mai 1912) și a stadionului „Dr. C. Angelescu”.
Împreună cu Theodor Costescu și alți intelectuali înființează în anul 1919 Societatea Culturală „Casa Luminii”. Societatea va organiza în oraș o serie de conferințe destinate publicului la care au fost invitați diverse personalități: Nicolae Iorga, Liviu Rebreanu, Mihail Sadoveanu, Sextil Pușcariu, Ion Pillat, Simion Mehedinți, Constantin Rădulescu-Motru, Vasile Goldiș, Alexandru Lapedatu, Ion Jianu, Constantin Șerban-Făgețel, Dumitru Tomescu, Ion Simionescu, Ioan Alexandru Brătescu-Voinești, Gheorghe Țițeica, Petre Sergescu, Constantin D. Ionescu, Mihail Gușiță, I.G. Duca și alții.
Alexandru Bărcăcilă a realizat cercetări arheologice la diverse obiective din zona Severinului: castrul roman Drobeta, Cetatea Severinului, Ostrovul Banului, Ostrovul Corbului, Ostrovul Mare și Mânăstirea Coșuștea-Crivelnic. Realizează o descoperire importantă în 1936, aducând la lumină thermele din perioada romană a Drobetei, situate sub un cimitir medieval.
Este unul dintre fondatorii (în 1922) și colaboratorii permanenți ai revistei „Arhivele Olteniei”. A colaborat și la revista „Boabe de grâu”. 
După retragerea din activitate va locui în București, unde se stinge din viață la 6 februarie 1970. A fost înmormântat, după dorința sa, în orașul de care și-a legat viața și activitatea, Drobeta Turnu Severin. O stradă din oraș poartă numele marelui profesor și arheolog.
Alexandru Bărcăcilă a fost membru al Lojei Masonice “Lumina” (înființată la Turnu Severin la începutul secolului XX).

## Premii
- 1934: premiul „Vasile Pârvan” al Academiei Române.
- 1966: primește titlul de profesor emerit, fiind sărbătorit de către Academia Română la împlinirea vârstei de 90 de ani.

### Distincții
- Ordinul „Coroana României” în gradul de Comandor (31 mai 1932)[6]